# Rudolf Karl Bultmann
Rudolf Karl Bultmann (Wiefelstede, 20 de agosto de 1884 – Marburg, 30 de julho de 1976) foi um teólogo alemão.

## Biografia
Em 1912 começou a trabalhar como docente na área de Bíblia - Novo Testamento em Marburg; em 1916, tornou-se professor em Breslau; em 1920 foi para Giessen e, em 1921, transferiu-se para Marburg, onde viveu e trabalhou até o final de sua vida.
Ocupou-se com muitos temas da teologia, filologia e arqueologia. Levantou questões importantes que dominaram a discussão teológica do século passado e são relevantes até hoje, como, por exemplo, o problema da demitologização.

## Obra
Seus principais livros são:
- Jesus (1926);
- Novo Testamento e Mitologia (1941, título original: Neues Testament und Mythologie. Das Problem der Entmythologisierung der neutestamentlichen Verkündigung)
- Teologia do Novo Testamento (1948–53, título original: Theologie des Neuen Testaments);[3]
- Religião sem Mito (1954, em parceria com Karl Jaspers, título original: Die Frage der Entmythologisierung);